# HD 198357
HD 198357，又名CD-3814250，SAO 212488、HR 7971，是一颗恒星，视星等为5.52，位于銀經4.68，銀緯-39.06，其B1900.0坐标为赤經20h 44m 35.5s，赤緯-38° -39.06′ 7″。